# صحرای اسپانیا
صحرای اسپانیا (به اسپانیایی: Sahara español) (صحرای غربی کنونی) که میان سال‌های ۱۸۸۴ تا ۱۹۷۵ میلادی مستعمرهٔ پادشاهی اسپانیا بود.
صحرای اسپانیا منطقهٔ خشک و بیابانی است که در گوشهٔ شمال‌غربی قارهٔ آفریقا قرار دارد.